# Île Mereoyou
L’île Mereoyou est un îlot de Nouvelle-Calédonie appartenant administrativement à Moindou.